# Константин Крилов
Константин Анатолевич Крилов (на руски: Константин Анатольевич Крылов) e руски националист, публицист, журналист и общественик.

## Биография
Роден е в Москва на 18 октомври 1967 година. Завършва Факултета по кибернетика в Националния изследователски ядрен университет.
През [2003 година става главен редактор на вестник „Спецназ России“. В периода от 2005 до 2007 година е председател на Руското обществено движение, а след 2007 година е председател на РОД-Русия. От есента на 2006 година е член на Централния комитет на Конгреса на руските общности. От 2007 година е главен редактор на в-к „Руски марш“.